# Georg Kaspar Chelius
Pour les articles homonymes, voir Chelius.
Georg Kaspar Chelius (né le 22 mars 1761 à Oberstedten près de Homburg vor der Höhe et mort le 8 mars 1828 à Francfort-sur-le-Main) est un auteur, métrologue et mathématicien nassauvien.

## Biographie
Chelius est le fils aîné de trois enfants du maître tricoteur de bonneterie Johannes Chelius et de sa femme Wilhelmine Marie, née Eich. Son frère Johannes est mort en tant que professeur de français à Francfort-sur-le-Main en 1802 et son plus jeune frère Johann Lorenz est mort en tant que scientifique à Homburg en 1789.
Chelius prend ses premières leçons dans sa ville natale. Son assiduité et sa persévérance, notamment en mathématiques, le distinguent et lui permettent de donner des cours particuliers dans son pays natal. En 1787, sur la recommandation d'amis, il vient à Francfort-sur-le-Main en tant que vicaire. En février 1788, il accepte un poste d'enseignant. La base de ce poste est son examen précédemment réussi.
Il y rencontre sa femme Marie Elisabeth Schlochow, fille d'un enseignant, qu'il épouse en 1788. Avec elle, il a cinq enfants, dont quatre meurent de son vivant.
Il travaille comme enseignant jusqu'au milieu de 1797, puis devient greffier pour la ville impériale de Francfort. De plus, il continue à donner des cours particuliers aux jeunes dans le commerce.
En 1805, la première édition de sa Zuverlässigen Vergleichung sämtlicher Maße und Gewichte der Handelsstadt Frankfurt am Main est publiée. Jusque-là, il n'y a pas eu de détermination métrologique exacte des mesures et des poids usuels à Francfort, et la conversion dans les systèmes de mesure d'autres pays est basée sur des tables imprécises ou incorrectes. Après que la ville impériale de Francfort a perdu sa souveraineté en 1806, le nouveau souverain, le prince primat Charles-Théodore de Dalberg, s'efforce d'établir un système de mesures uniforme pour sa principauté.
En 1811, la ville devient une partie du Grand-duché de Francfort en tant que département de Francfort (de). En novembre 1812, Dalberg nomme Chelius inspecteur des poids et mesures pour le département de Francfort. Chelius s'oppose à l'introduction prévue du système métrique en 1813. Avec la fin du Grand-duché après la bataille de Leipzig, les plans d'un système de mesures uniforme deviennent obsolètes.
En 1818, Chelius est nommé premier greffier de la Ville libre de Francfort. En 1825, il prend sa retraite pour des raisons de santé. Il souffre d'une maladie respiratoire progressive connue sous le nom de tuberculose trachéale. Une cure à l'été 1827 n'apporte aucune amélioration. Il meurt le 8 mars 1828. Jusqu'à la fin, il a travaillé sur la troisième édition de son livre Maß- und Gewichtsbuches, publié à titre posthume en 1830. Sa femme décède un an plus tard, le 30 juin 1829.

## Œuvres (sélection)
- Tabellen zu großer Erleichterung und Abkürzung der Interessen-Berechnung; oder lauter ganze Verhältniszahlen. Jägersche Buch-, Papier- und Landkartenhandlung, Frankfurt am Main, 1816.
- Maß- und Gewichtsbuch. Dritte Auflage. Verlag der Jägerschen Buch-, Papier- und Landkartenhandlung, Frankfurt am Main 1830, mit Nachträgen von Johann Friedrich Hauschild und einer Vorrede von Heinrich Christian Schumacher; online in der Google-Buchsuche.
- Vergleichungs-Tafeln der Gewichte verschiedener Länder und Städte. Jägersche Buch-, Papier- und Landkartenhandlung, Frankfurt am Main 1836, zusammen mit Johann F. Hauschild.
- Zuverlässige Vergleichung sämtlicher Maße und Gewichte der Handelsstadt Frankfurt am Main. Zweite Auflage. Johann Christus Hermann, Frankfurt am Main 1808; online in der Google-Buchsuche.